# Overton (Nebraska)
Overton est un village du comté de Dawson, dans l'État du Nebraska, aux États-Unis. En 2020, il comptait une population de 607 habitants.